# Международноправен статут на Абхазия и Южна Осетия
Абхазия и Южна Осетия са две непризнати държави в Кавказ, претендиращи за независимост от Грузия.
Вследствие на войната от 2008 година Абхазия и Южна Осетия са признати за независими от 5 и 6 държави членки на ООН съответно, впоследствие Вануату оттегля признанието на Абхазия през 2013, а Тувалу оттегля своето признание за двата региона през 2014. Двата региона признават взаимно независимостта си, а също така имат и признанието на някои други непризнати региони.
Грузия и огромното мнозинство от страни в света не признават независимостта на регионите и ги приемат за суверенна територия на Грузия.

## История
На 20 септември 1990 г. парламентът на Южна Осетия провъзгласява Република Южна Осетия. На 10 декември 1990 г. Върховният съвет на Грузинската ССР приема решение за прекратяване на осетинската автономия. Южна Осетия обявява независимост от Грузия на 29 май 1992, като Конституцията ѝ я описва като „Република Южна Осетия“. Абхазия обявява своята независимост след войната с Грузия от 1992 – 1993. Нейната Конституция е приета на 26 ноември 1994.

### Развитие на ситуацията през 2008
Косово обявява независимост на 17 февруари 2008 и неговото частично признаване събужда спекулации че това ще се отрази на замразените конфликти в Южен Кавказ.
През април 2008 Съветът за сигурност на ООН единодушно приема Резолюция 1808, която потвърждава „сговорността на всички държави членки към суверенитет, независимост и териториална цялост на Грузия в международно признатите ѝ граници и подкрепя всички усилия на ООН и Групата от приятели на генералния секретар на ООН, които са насочени към уреждане на Грузинско-Абхазкия конфликт единствено чрез мирни средства в рамките резолюциите на Съвета за сигурност.“
Южноосетинската война се води през август 2008 година между Грузия от една страна и Южна Осетия, Абхазия и Русия от друга, войната приключва с победа на Южна Осетия, Абхазия и Русия и с изтласкването на грузинската войска от двете територии. На 21 август 2008 г. се провеждат митинги в Цхинвали и Сухуми, на които гражданите на Южна Осетия и Абхазия призовават руския президент Дмитрий Медведев и Руското федерално събрание за официално признание като суверенни държави. Южноосетинския президент Едуард Кокойти заминава за Москва на 23 август 2008 за обръщение към Съвета на федерацията, в своето обръщение той заявява „това което грузинските управляващи направиха в Южна Осетия може да се нарече само Кавказкия Сталинград“. На 25 август 2008 президентът на Абхазия Сергей Багапш също се обръща към Съвета на федерацията. В своето обръщение към Съвета, Багапш заявява „Мога да бъда сигурен че Абхазия и Южна Осетия никога няма да бъдат част от Грузия.“

## Признание от Русия
След изслушването на гореспоменатите призиви, на 25 август 2008, Съветът на федерацията и Държавната дума приемат предложения, призоваващи президента Дмитрий Медведев да признае независимостта на двете държави и да установи дипломатически отношения.
На 26 август 2008 президентът Медведев подписва укази, признаващи независимостта на Абхазия и Южна Осетия като суверенни държави, и прави следното изказване:
| „                | Трябва да се вземе решение, което съответства на реалната обстановката. Като вземем под внимание свободно изразената воля на осетинския и абхазкия народ и водени от предписанията на Хартата на ООН, и „Декларацията на принципите на международното право относно приятелските взаимоотношения между държавите“ от 1970 г., и други основополагащи международни споразумения, аз подписах указ за признаване на независимостта на Южна Осетия и Абхазия от Руската федерация. Русия призовава другите държави да последват нейния пример. Това не е лесен избор, който може да бъде направен, но представлява единствената възможност, позволяваща спасяването на човешки животи. | “ |
| Дмитрий Медведев | |   |

Президентът Медведев заявява „Западните държави побързаха да признаят незаконната независимост на Косово от Сърбия. Ние спорихме постоянно с тях, че след това ще бъде невъзможно да кажем на абхазците и осетинците (и дузина други групи в цял свят), че това което беше добре за Косовските албанци не е добре за тях. В международните отношения не може да съществува едно правило за едни и друго правило за други.“
Руският министър-председател Владимир Путин отбелязва предишната Грузинска агресия срещу Южна Осетия, и заявява че „тези, които настояват, че тези територии трябва да продължат да принадлежат на Грузия, са сталинисти – те се придържат към решението на Йо̀сиф Висарио̀нович Ста̀лин“, позовавайки се на факта че Сталин, етнически грузинец предава територията на Грузинската съветска социалистическа република, предшественик на днешната Грузинска република.
Руският посланик в НАТО, Дмитрий Рогозин заявява, че руското признание на независимостта на Абхазия и Южна Осетия е „безвъзвратно“, но призовава „страните членки на НАТО да оттеглят и преосмислят решението си за признаване независимостта на Косово“ и впоследствие „да действат като имат предвид че това е новата политическа реалност.“ Нещо повече той предупреждава, че всякаква атака на НАТО врещу подрепяните от Русия регион ще „означава обявяване на война на Русия.“
В Съвета за сигурност на ООН, Съединените щати остро критикуват руската подкрепа за сепаратиските региони, обвиняващи руското правителство в нарушаване на териториалната цялост на Грузия. В отговор Виталий Чуркин, Постоянният представител на Русия в ООН, атакува щатските претенции за морална правота, като им припомня тяхното нашествие в Ирак през 2003. Други обвиняват Съединените щати в двуличност, цитирайки тяхната подрепа за нарушаване на Сръбската териториална цялост, когато признават независимостта на Косово през 2008 г.
Руското правителство приветства и признаването на двете държави от Никарагуа, и призовава другите държави да „признаят реалността“ и да последват никарагуанския пример. Президентът Даниел Ортега обявява, че неговото правителство „признава независимостта на Осетия и Абхазия и напълно подкрепя руската позиция.“ Медведев също така подписва в закон федералния законопроект, ратифицираш пактове за „приятелство, сътрудничество и взаимопомощ“ между неговото правителство и тези на Абхазия и Южна Осетия. Законите предвиждат ангажимент всяка една от страните да изпрати помощ, когато която и да е от тях бива нападната, взаимно опазване на границите на Абхазия и Южна Осетия, както и сътрудничество в широка гама от икономически, социални и хуманитарни въпроси. Държавите също така ще се борят заедно срещу организираната престъпност, международния тероризъм и трафика на наркотици. Документите се подписват за срок от 10 години, като при липса на възражение се подновяват автоматично.

### Отговора на Грузия
Грузинският президент Михаил Саакашвили възприема руските действия като опит за прекрояване на европейските граници със сила. Следват някои извадки от негови изказвания:
Това е първият опит на европейска територия... от хитлеровия режим и сталинския Съветски съюз, където голяма държава се опитва едностранно, със способа на силата да смачка напълно съседна страна и открито да присъедини нейна територия.
Това е немислимо беззаконие и наглост... Русия си причини немислими вреди върху образа си в международната общност.
Въпросът за възстановяването на териториалната цялост на Грузия и запазването на нейната свобода – това не е вътрешен грузински проблем или проблем между Русия и Грузия. Това сега е между Русия и останалата част от цивилизования свят. Бъдещето на Грузия, и не само на Грузия, но и на целия цивилизован свят...
Министърът на външните работи на Грузия Гига Бокерия заявява, „Това е неприкрито присъединяване на тези територии, които са част от Грузия.“
На 28 август Парламентът на Грузия приема резолюция, обявяваща Абхазия и Южна Осетия за „територия, окупирана от Русия“ и възлага на правителството да анулира всички предишни договори за Руско мироопазване. На следващия ден правителството обявява, че прекратява дипломатическите отношения с Русия, като грузинското посолство в Москва и Руското посолство в Тбилиси биват затворени като резултат. Грузия привиква своя посланик от Русия и нарежда на всички руски дипломати да напуснат Грузия, заявявайки че единствено консулски взаимоотношения ще бъдат поддържани. Руското Министерство на външните работи коментира решението, заявявайки че от 600 хиляди до 1 милион грузинци в Русия ще бъдат оставени на „милостта на съдбата“.
По-късно Грузия прекъсва и дипломатическите си взаимоотношения с Никарагуа. Грузия се завзема с икономическото изолиране на регионите. Издава се забрана на икономическите дейности в регионите без грузинско разрешение и всеки нарушител рискува наказателно преследване. Грузинският флот блокира брега на Абхазия и изземва 23 товарни кораба, които се опитват да доставят стоки до Абхазия, основно горива. Абхазия е зависима от вноса на горива и се сблъсква със сериозен недостиг в резултат на блокадата. В отговор Русия започва да дислоцира кораби от Черноморския си флот на 21 септември 2009. През август 2009, Русия и Южна Осетия обвиняват Грузия за обстрелване на осетински села и отвличане на четирима осетински граждани. Русия заплашва да използва сила, ако обстрелът не спре. Войската и в Южна Осетия е поставена под пълна бойна готовност.
Грузия критикува Науру като последствие от признанието на Абхазия от островната държава. Министърът на реинтеграцията Темур Якобашвили заявява „Признаването на независимостта на Абхазия от Науру повече прилича на комедия... то не променя нищо на международната сцена“.
През януари 2010 г., Грузия одобрява стратегия за реинтеграция на Абхазия и Южна Осетия. Стратегията се нарича „Взаимодействие чрез сътрудничество“ и е представена пред международната общност, както и пред Абхазия и Южна Осетия. Документът потвърждава позицията на Грузия за мирно разрешаване на конфликта, като се изключва използването на всякакви военни методи срещу двата региона. Документът предвижда включване на хората от двата региона чрез образователни, социални и икономически проекти, вместо изолирането им.

### Отговорът на западните държави
Европейският съюз, НАТО, ОССЕ, и САЩ веднага след признаването на двата региона за независими държави от Русия, изявяват несъгласие с руските действия.

## Спорове

### Сравнение с Косово
Парламентът на Косово, под времененната администрация на Обединените нацииЮНМИК от 1999 година, едностранно обявява независимост като „Република Косово“ на 17 февруари 2008 година. Веднага след това Косово е признато от САЩ и повечето европейски държави. Косово е признато от 107 държави членки на ООН
На спешна среща на Съвета за сигурност на ООН сръбският президент Борис Тадич задава следния въпрос на съвета: „Наясно ли сме всички с прецедента, който създаваме, и наясно ли сме с катастрофалните последици, които следват от него.“ Постоянните представители на САЩ, Обединеното кралство и Франция изказват позиция, че случаят с Косово е sui generis (уникален) по своята същност и не може да се приеме за прецедент.

Създаването на прецедент се споменава от много държави, включително Аржентина, Китай, Куба, Гърция и Испания. Индия заявява, че Косово „може да се окаже много опасен прецедент за подобни случаи по целия свят“. Руският президент по това време Владимир Путин описва признаването на Косово от западните държави като „ужасен прецедент, който може де факто да взриви цялата система от международни отношения, развивана не с десетилетия, а в продължение на векове.“ След това той прави изказване, в което казва: „те не са мислили за резултатите от това, което правят, но в крайна сметка това представлява прът с два края, един от които ще ги удари в лицето“.
В САЩ, по време на изслушването пред Комисията за външни въпроси към Конгреса, конгресмен Дейна Рорабахер заявява:
„Сега тук може да говорим, докато лицата ни посинеят, опитвайки се да кажем, че тук няма аналогия, но това не прекрива очевидната аналогия между Косово и това, което става в Грузия, където имаме сепаратистки републики, подобни на това което става при сърбите. Сега единствената разлика е разбира се, че ние сме американци, а те са руснаци и хората, които се опитват да са откъснат, са про-руски.

В крайна сметка или сме за демокрация – за хората в Косово, Осетия и където и да е било или не. Аз бих казал, че Грузия изначално има право да се отдели от Русия – да започнем с това, ако го изгубим, губим моралната позиция. Ние вече губим убедителността си, нека да не губим и моралната си позиция.“
Някои анализатори по това време казват, че игнорирането на руските възражения и следването на позицията на САЩ, Франция, Германия и Обединеното кралство е грешка, като Тед Карпентър от Института Като заява, че виждането за Косово като sui generisж(уникален случай) е „изключително наивно“. Също така по това време се предполага, че Русия би могла да използва случая с Косово като претекст за признаване на Абхазия и Южна Осетия в бъдеще. Други анализатори, включително консервативната фондация „Наследство“ в САЩ изказват мнението, че Косово не прецедент, тъй като е администрирано от ООН като протекторат за седем години и е блокирано от това да бъде признато от ООН, защото Русия и Китай имат сила на вето върху решенията на Съвета за сигурност към ООН.
През септември 2009 година постоянният представител на Русия в ООН Виталий Чуркин е попитан защо Абхазия и Южна Осетия трябва да се признаят от международната общност а Косово не. Неговият отговор е: „Най-силният аргумент е фактът, че когато косовските власти приемат едностранната декларация за независимост, никой не ги заплашва или ги поставя в позиция да се отделят. Напротив, Белград стига до това, че се отказва от използването на военно или икономическо притискане на Прищина."

## Позиция на отделните държави
Следва списък с всички държави, които някога са признавали Абхазия или Южна Осетия.
|  | Държави, които ги признават         |
|  | Държави, замразили своето признание |

### Страни членки на ООН
|   | Държава   | Дата на признание                                           | Дипломатически отношения установени                                                                                           | Бележки |
| - | --------- | ----------------------------------------------------------- | --- | ------- |
| 1 | Русия     | 26 август 2008                                              | 9 септември 2008 Посолството на Южна Осетия в Русия отваря през 2009 година. Абхазия отваря посолство в Русия на 18 май 2010. |         |
| 2 | Никарагуа | 5 септември 2008                                            | 10 септември 2009 (с Абхазия) 14 април 2010 (с Южна Осетия)                                                                   |         |
| 3 | Венецуела | 10 септември 2009                                           | 9 юли 2010 (с Южна Осетия) 12 юли 2010 (с Абхазия)                                                                            |         |
| 4 | Науру     | 15 декември 2009 (Абхазия) 16 декември 2009 (Южна Осетия)   | 15 декември 2009 (с Абхазия) 16 декември 2009 (с Южна Осетия)                                                                 |         |
| 5 | Сирия     | 29 май 2018                                                 | 22 юли 2018 |         |
| 6 | Вануату   | 23 май 2011 (Абхазия)                                       | 23 май 2011 (с Абхазия) |         |
| 7 | Тувалу    | 18 септември 2011 (Абхазия) 19 септември 2011 (Южна Осетия) | 18 септември 2011 (с Абхазия) 19 септември 2011 (с Южна Осетия)                                                               |         |